# プロトケラス科
プロトケラス科（プロトケラスか、Protoceratidae）は、新生代始新世中期から鮮新世前期にかけての北アメリカ大陸に生息した草食の偶蹄類。分類上は核脚亜目に含まれるという説と反芻亜目に近縁な反芻形類（Ruminantiamorpha）に属すとする説がある。大型の角を持つものも少なくなく、外観の印象としてはシカなどに似る。

## 形態
シカ程の大きさで、偶蹄類としては中型。初期のものには無いが、プロトケラス亜科以降のグループは、吻部や後頭部に角を持つ。特に後期の属では大型化し、シンテトケラスは吻上部にY字型の角、眼窩上部に上方へとカーブする一対の角を持っていた。吻上部の角はV字型、Y字型などいずれの属も雄で発達し、雌は小さいか持たない。この角は骨の露出したシカや角質の鞘を被ったウシなどとは違い、キリンと同じタイプのオッシコーンだったと思われる。臼歯は大半の属が咬合面に三日月の様な模様がある月状歯（セレノドント）で4つの咬頭を持つ。おそらくこの歯で木の葉などを食べていたと思われるが、後期の属では高冠歯化した。また犬歯はやや大きく唇外に先端が突出する。四肢は、初期のグループは先端に4つの趾を持つが、後期には前後とも二本指となった。

## 生息域
北アメリカ大陸に分布し、他の大陸からは化石が出土していない。暖かい森林地帯を好んでいたと思われるが、鮮新世の寒冷化、乾燥化した草原の広がる気候には適応出来ずに絶滅したと思われる。

## 分類
- †Leptotragulinae
  - †Heteromeryx
  - †Leptoreodon
  - †Leptotragulus
  - †Poabromylus
  - †Toromeryx
  - †Trigenicus
- †プロトケラス亜科 Protoceratinae
  - †Paratoceras
  - †プロトケラス Protoceras
  - †Pseudoprotoceras
- †シンテトケラス亜科 Synthetoceratinae
  - †Kyptoceras
  - †Prosynthetoceras
  - †シンテトケラス Synthetoceras
  - †シンディオケラス Syndyoceras